# Mr. & Mrs. Smith (serie televisiva 2024)
Mr. & Mrs. Smith è una serie televisiva statunitense creata da Francesca Sloane e Donald Glover e basata sul film del 2005 Mr. & Mrs. Smith.
La serie è stata distribuita a livello globale dalla piattaforma Prime Video, a partire dal 2 febbraio 2024.

## Trama
La serie segue le vicende di due sconosciuti, John e Jane, che vengono assunti da una misteriosa agenzia di spionaggio. Per lavorare come spie, devono assumere le identità di una coppia sposata, affrontando missioni ad alto rischio e imparando a convivere sotto copertura.

## Episodi
| Stagione       | Episodi | Pubblicazione |
| -------------- | ------- | ------------- |
| Prima stagione | 8       | 2024          |

## Personaggi e interpreti

### Principali
- John Smith / Michael (stagione 1), interpretato da Donald Glover, doppiato da Simone Crisari.
- Jane Smith / Alana (stagione 1), interpretata da Maya Erskine, doppiata da Benedetta degli Innocenti.

## Produzione
Il 12 febbraio 2021 è stata annunciata una serie reboot del film Mr. & Mrs. Smith, creata e interpretata da Donald Glover e Phoebe Waller-Bridge per Prime Video, con Francesca Sloane come co-creatrice. A settembre 2021 Waller-Bridge ha abbandonato il progetto per divergenze creative con Glover. Il 7 aprile 2022 Maya Erskine viene annunciata come sostituita di Waller-Bridge.
A giugno 2022 Michaela Coel, John Turturro, e Paul Dano si sono uniti al cast in qualità di guest star, mentre a settembre è stata la volta di Parker Posey e Wagner Moura. Le riprese sono iniziate nell'estate 2022.
A maggio 2024 Prime Video ha rinnovato la serie per una seconda stagione. Nel dicembre successivo Mark Ėjdel'štejn è stato annunciato nel ruolo di protagonista.

## Distribuzione
La serie sarebbe dovuta originariamente uscire nel 2022, ma a settembre è stata rimandata all'anno successivo.
A causa degli scioperi di Hollywood del 2023, viene nuovamente rimandata al 2024.
La serie è stata distribuita da Prime Video a partire dal 2 febbraio 2024.

## Accoglienza

### Critica
La prima stagione ha ricevuto recensioni generalmente positive dalla critica. Rotten Tomatoes riporta il 91% delle recensioni professionali positive basato su 119 critiche. Metacritic, invece, ha assegnato un punteggio di 76 su 100 basato su 38 recensioni, indicando "recensioni generalmente positive".

### Primati
Il 9 febbraio 2024 Prime Video ha annunciato che Mr. & Mrs. Smith era diventata una delle cinque serie più viste al debutto negli Stati Uniti.

## Riconoscimenti
- 2024 – Premio Emmy[15]
  - Candidatura alla miglior serie drammatica
  - Candidatura al miglior attore in una serie drammatica a Donald Glover
  - Candidatura alla miglior attrice in una serie drammatica a Maya Erskine
  - Candidatura alla miglior regia per una serie drammatica a Hiro Murai, per l'episodio Primo appuntamento
  - Candidatura alla miglior sceneggiatura per una serie drammatica a Francesca Sloane e Donald Glover, per l'episodio Primo appuntamento
  - Candidatura alla miglior attrice guest star in una serie drammatica a Sarah Paulson

- 2025 – Golden Globe[16]
  - Candidatura alla miglior serie televisiva drammatica
  - Candidatura al miglior attore in una serie drammatica a Donald Glover
  - Candidatura alla miglior attrice protagonista in una serie drammatica a Maya Erskine